# 品蔥
品蔥（日本語：ピンコン 拼音：Pincong）は、中国語話者向けのインターネットフォーラムおよびQ&Aサイトであり、主に政治やそれに関連する話題について議論されている。利用者は主に海外在住の華僑、中国本土でグレート・ファイアウォール（GFW）を回避してアクセスする中国人ネットユーザーである。

## 概要
品蔥は、主に政治や時事問題を扱う中国語のQ&A・フォーラム型ウェブサイトである。
サイトは簡体字中国語で構成され、匿名性を重視しており、IPアドレスの記録や個人情報の入力は不要。投稿予約機能やオープンソースの設計、ユーザー投票による管理体制などを特徴とする。投稿内容の多くは政治的であり、広東独立、香港デモへの支持や中国政府への批判、検閲回避技術の共有などが行われている。サイト自体は政治専門のフォーラムとして明示しているわけではないが、実際には政治関連の議論が中心となっている。品蔥のサーバーはアメリカに設置されており、そのため中国本土からのアクセスはグレート・ファイアウォールによってブロックされている。
サイト自体は政治専門のフォーラムとして明示しているわけではないが、実際には政治関連の議論が中心となっている。Pincongのサーバーはアメリカに設置されており、そのため中国本土からのアクセスはグレート・ファイアウォールによってブロックされている。
海外メディアや学術誌でも取り上げられており、中国語圏の反共産党的自由主義層が集まる代表的なオンライン空間の一つとなっている。『ワシントン・ポスト』は、品蔥を「中国人の知識技術者層に人気のあるフォーラム」と評し、そのスタイルはRedditに似ていると指摘している。
フォーラムの利用者は「品蔥人（ピンコンジャー）」と呼ばれる。

## 政治的影響
品蔥は上述の通り中国本土では閲覧が禁止されているが、VPNなどを用いてアクセスするユーザーも多く、中国語圏における自由主義・反権威主義的世論の一部を形成している。
投稿の多くは中国共産党体制に対する批判や、民主化、言論の自由に関する議論で占められており、中国国内で表現が困難な政治的意見の発信・共有の場となっている。
2019年の香港民主化デモの際には、香港の抗議者が「香港から中国本土の仲間たちへ」と題する公開書簡を投稿し、品蔥を通じて本土の若者に訴えかけた。また同年11月には、中国本土の若者が匿名で学生証などを投稿し、香港への連帯を表明した。
さらに、品蔥上のユーザーによって開発された「耿爽エミュレーター」や「華春瑩エミュレーター」など、中国外交部の定型的言説を風刺するツールがGitHub上で公開され、香港や台湾の政治活動家の注目を集めた。
2020年には、学術誌『Nature』が中国政府によるCOVID-19関連論文への統制を扱った記事の中で、品蔥上のQ&Aスレッドを情報源の一つとして引用している。
このように、品蔥は国外からの視点で中国の政治的現象を観察・分析する一種の言論プラットフォームとなっており、メディア、研究者、海外中国語圏の市民社会に対して一定の影響を与えている。